# Umbulgaria obscura
Umbulgaria obscura är en insektsart som först beskrevs av Lucien Chopard 1925.  Umbulgaria obscura ingår i släktet Umbulgaria och familjen syrsor. Inga underarter finns listade i Catalogue of Life.